# Consacrazione

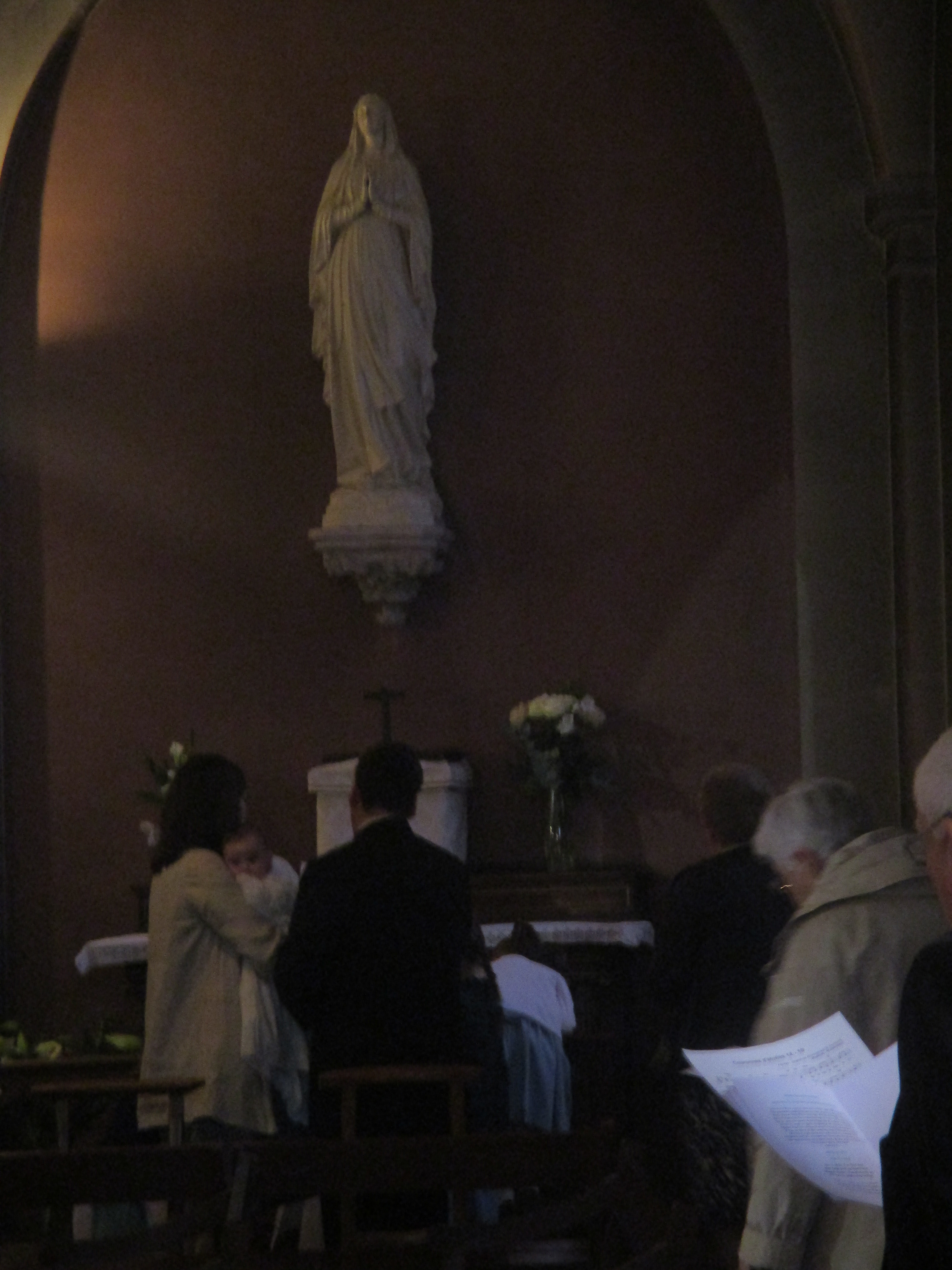
Consacrazione alla Madonna dopo il battesimo.

Per consacrazione si intende il momento rituale nel quale si pone un oggetto o una persona al servizio di Dio.

## Cristianesimo

### Nei testi biblici

#### Antico Testamento
I termini "consacrazione" (chérem in ebraico) e "dedicazione" (chanukkà in ebraico) corrispondono alla traduzione di due distinte parole ebraiche, che ricorrono con diverso significato: unzione è sinonimo di consacrazione, ed è il primo atto che Mosè compie sulla dimora, gli arredi e l'altare sacrificale, una volta terminata la costruzione della Dimora della testimonianza (Numeri 7:1). Lo stesso giorno i capi delle tribù dedicano l'altare mediante il sacrificio di animali a Dio. Se la consacrazione-unzione è un rito unico e irripetibile i cui effetti sono permanenti nel tempo, la dedicazione (2 Cronache 7:9) sarebbe un rito che si ripete quotidianamente, ad opera della tribù che svolge il servizio del Tempio.
L'Antico Testamento prevedeva riti di purificazione e norme igienico-alimentari per chi si avvicina (fedeli e sacerdoti) a tutto ciò che è sacro e santo: il Tabernacolo, l'altare sacrificale, i vasi adibiti al culto, mani e abiti dei ministranti intorno allo Shekhinah. Il patriarca Giacobbe consacrò la pietra sulla quale ricevette una visione da Dio: in Genesi 28:15-16 e Genesi 35:1-3. Abramo consacrò un luogo chiamato Bethel (in ebraico "dimora di Dio"; Genesi 1w:6-8), oggetto di devozione finché non fu profanato (2 Re 12:27-29).

#### Nuovo Testamento
Nel Nuovo Testamento troviamo riferimento in Matteo 7:5-6 ("non sperdete le perle ai porci", tradotto prima anche come "non sperdete cose sacre ai porci"), e in Matteo 23:16-17 spiega che è «il tempio a santificare l'oro» (il Tempio è già santo per la presenza fisica di Dio, anche senza l'oro), e «non l'oro a santificare il Tempio». Poi Matteo 27:52-53.
Nell'Apocalisse, la nuova  Gerusalemme celeste, che dal cielo scende sulla terra, è chiamata la Città Santa (21:1-2). San Pietro, apostolo e martire, chiama Monte Santo (2 Pietro 1,18), il Monte Tabor nel quale vide la Trasfigurazione di Gesù.
San Paolo, apostolo e martire, in 1 Timoteo 4:3-5 dice che il cibo dei fedeli è santificato dalla parola di Dio e dalla preghiera. Chiama i cristiani in generale i Santi (comunione dei santi) non solo per le loro virtù, ma anche per la loro consacrazione fatta a Dio in virtù del battesimo. Li avverte che anche «il corpo (con le loro membra) è il Tempio dello Spirito Santo» (1 Corinzi 6:14-16).

### Chiesa cattolico-romana
Nella liturgia e nella tradizione cattolico-romana, il termine "consacrazione" è utilizzato in riferimento ad alcuni riti: 
- il momento, durante la preghiera eucaristica della messa, in cui gli elementi del pane e del vino diventerebbero corpo e sangue di Gesù Cristo (alle parole dell'istituzione),
- la benedizione del crisma, insieme agli altri due oli santi, durante la messa crismale presieduta dal vescovo diocesano (in particolare, quella del crisma è l'unica ad essere definita nei libri liturgici "consacrazione" di un elemento materiale oltre a quella delle specie eucaristiche),
- la consacrazione delle vergini, il rito - testimoniato già dal IV secolo - in cui una donna vergine (religiosa o secolare) si dedica completamente ad una vita di unione con Gesù Cristo (matrimonio mistico),
- come sinonimo di ordinazione, in particolare in riferimento all'ordinazione di un vescovo,[14]
- come sinonimo di dedicazione, la riserva per il culto cattolico di una chiesa o di un altare sul quale si celebra la messa
- come sinonimo di professione dei voti religiosi, in particolare la professione solenne dei consigli evangelici, che inserisce in perpetuo in una congregazione o ordine religioso, o in un istituto secolare,
- la benedizione del calice e della patena, come pure degli oggetti e arredi per il culto.

Anche lo spazio aperto adiacente alla Chiesa è noto come sagrato ("consacrato") perché appartiene al luogo di culto consacrato: in quest'area talvolta si celebra anche la messa e un tempo (ancora oggi in alcune aree geografiche) si compivano le sepolture. Un cimitero (o la sezione riservata alle persone di fede cattolica nell'ambito di un cimitero cittadino) viene benedetta con un apposito rito previsto dal benedizionale (un tempo si parlava di vera e propria "consacrazione" della terra di un cimitero).
Secondo la teologia cattolica, la consacrazione per eccellenza rimane quella dell'Eucaristia nella messa. Durante la preghiera eucaristica il vescovo o presbitero ripete, "in persona Christi", le parole di Gesù ai dodici nell'Ultima Cena, rendendo nuovamente presente il miracolo della presenza reale di Gesù Cristo. Per opera dello Spirito Santo, il pane e il vino preparati per il rito diventano "vero Corpo e vero Sangue di Cristo" per la salvezza dei fedeli. A partire dalla Scolastica medievale, la teologia occidentale ha utilizzato la parola "transustanziazione" per esprimere il dogma della presenza reale di Gesù Cristo nell'Eucaristia.
In riferimento a tutti gli altri riti, invece, i libri liturgici della Chiesa cattolico-romana parlano di "benedizione". Nella celebrazione del matrimonio, per esempio, vengono benedetti gli anelli nuziali, come pure vengono solennemente benedetti i due sposi durante la stessa liturgia; viene benedetta la cenere che poi è sparsa sul capo dei fedeli al Mercoledì delle ceneri, viene solennemente benedetta l'acqua per il Battesimo o l'acqua lustrale durante la veglia pasquale, viene benedetto il fuoco nuovo all'inizio della stessa veglia, e così via.
Il termine "vita consacrata" indica la condizione di tutti coloro che entrano a far parte stabilmente di un istituto religioso (un ordine monastico, una congregazione religiosa, un istituto secolare, etc.): può trattarsi di uno stile di vita prevalentemente contemplativo o attivo nell'apostolato. 
Sul piano della devozione personale, un qualsiasi credente, chierico o laico può volontariamente consacrare sé stesso, per esempio come ex-voto per una grazia ricevuta. Questa consacrazione personale viene intesa come un impegno costante e coerente nella vita di fede, riconfermando la consacrazione battesimale; una persona afferma questa promessa singolarmente, impegnando solo sé stessa. Per esempio, alcuni cattolici si consacrano al Sacro Cuore di Gesù, a san Michele Arcangelo, san Gabriele o san Raffaele, a san san Giuseppe o al Cuore Immacolato di Maria.

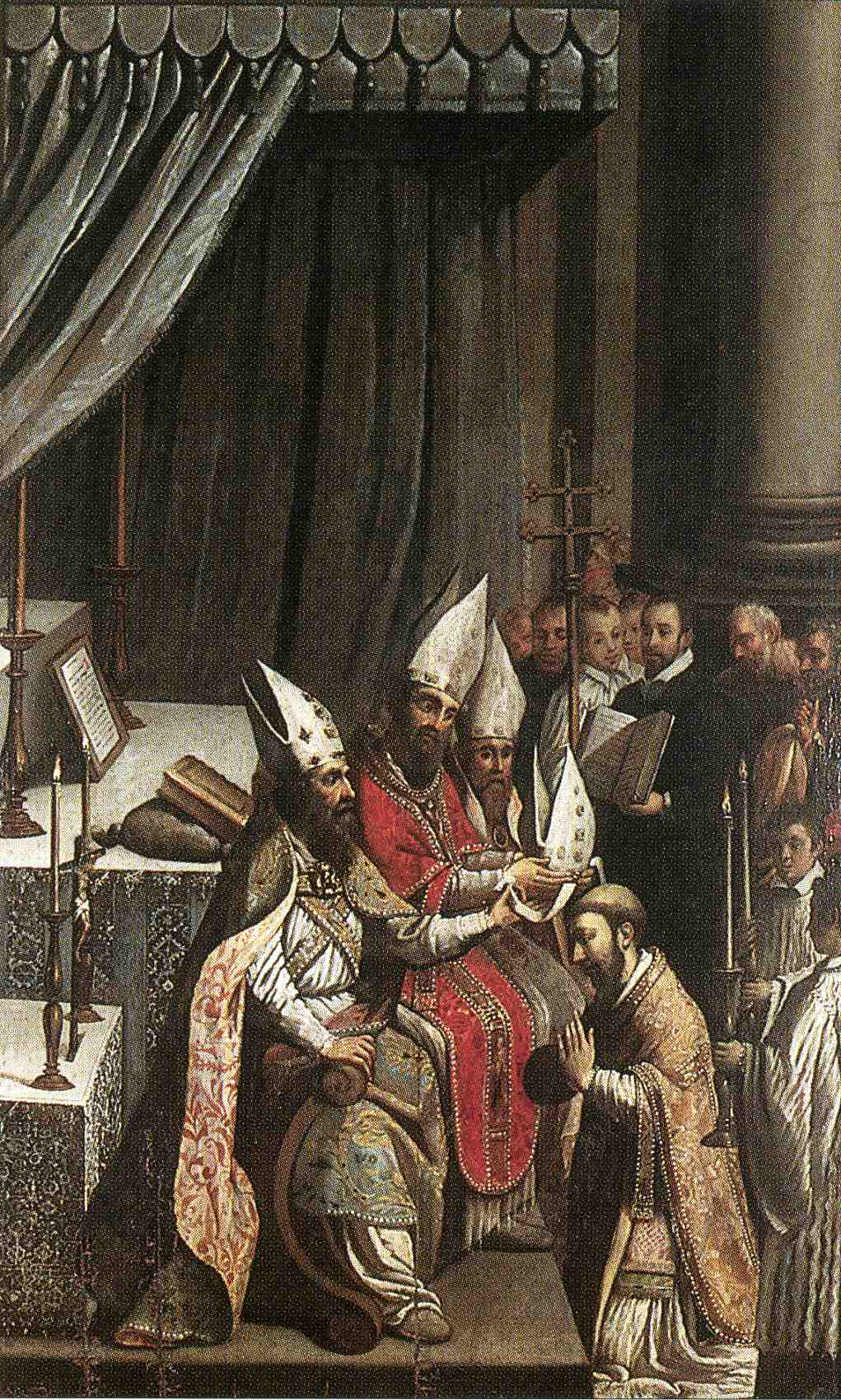
L'ordinazione episcopale di Deodato di Nevers (1620, Claude Bassot).

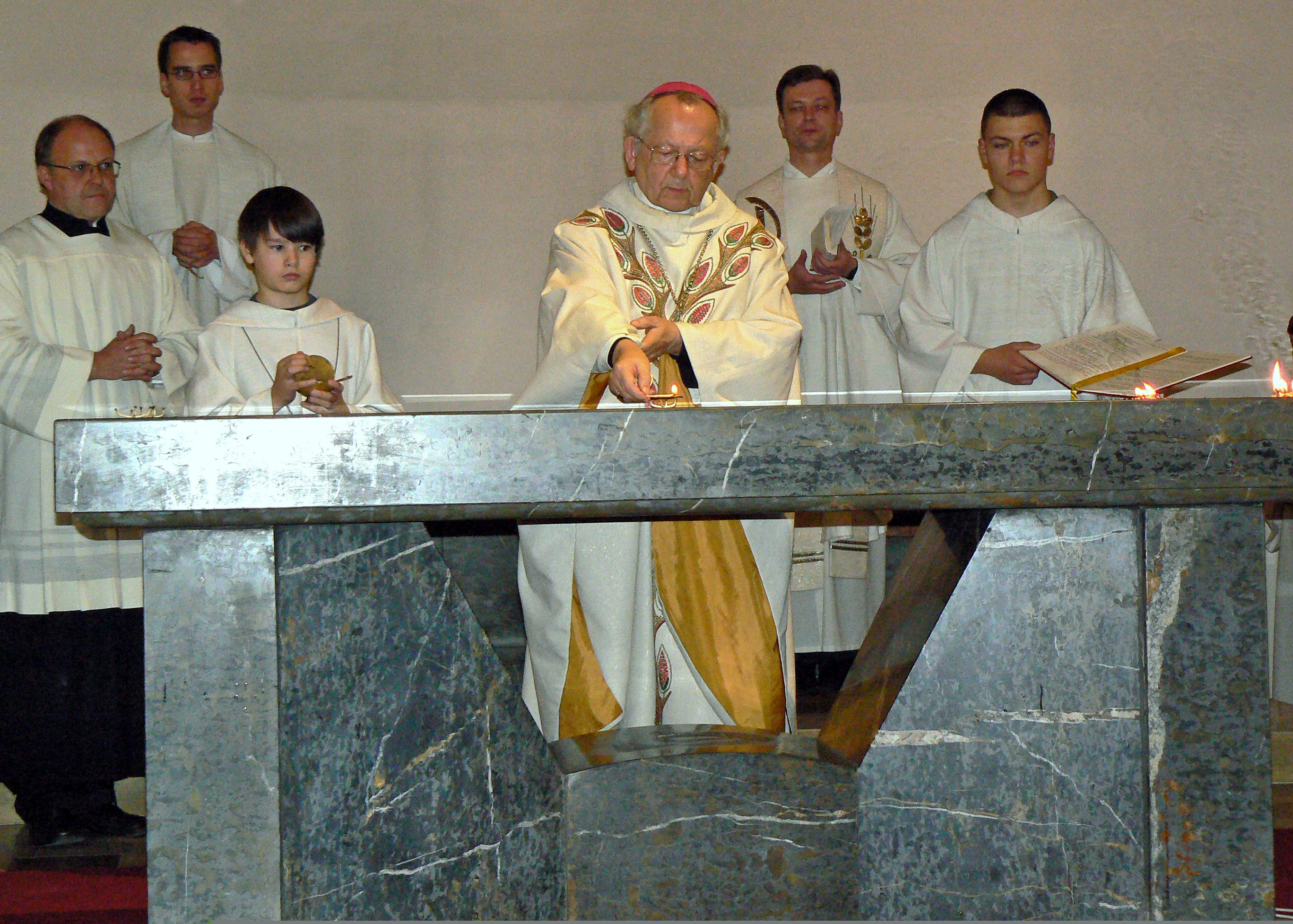
Durante la dedicazione di un altare nella Chiesa cattolica, il vescovo brucia i grani d'incenso.

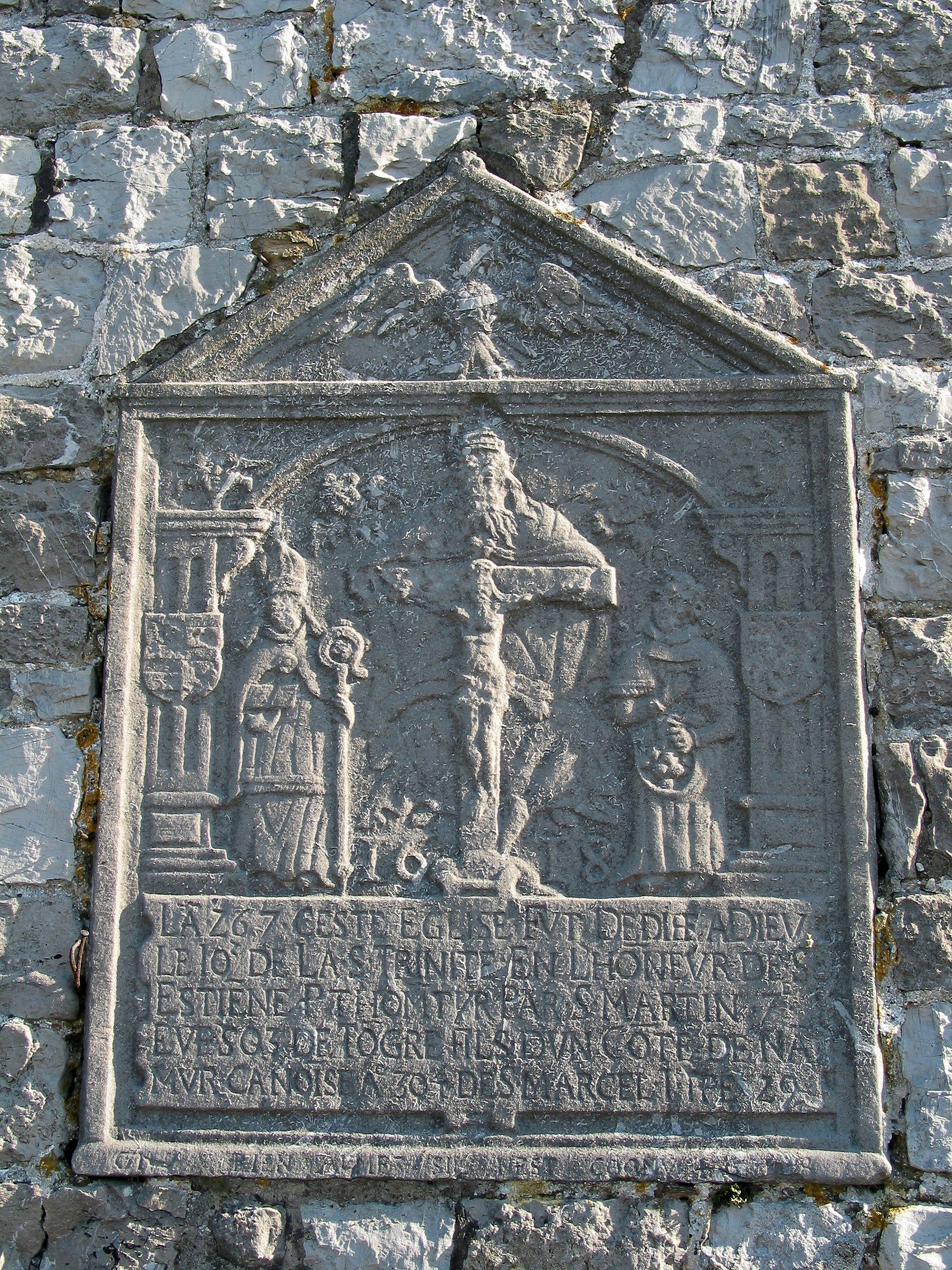
Lapide che celebra la dedicazione di una chiesa.

Nella tradizione cattolica, solamente un vescovo ha la potestà di consacrare una intera comunità, quale è una diocesi, una categoria di persone (studenti, lavoratori, ecc) o uno Stato, anche a prescindere dallo scarso consenso e devozione della maggioranza dei residenti, cattolici e non. I pastorelli di Fatima affermarono che la Madonna avesse chiesto che il Papa consacrasse l'intera Russia al Cuore Immacolato, cosa mai accaduta. Il 24 e 25 giugno 2017, il patriarca Béchara Boutros Raï a Fatima in Portogallo consacrò il Libano e tutto il Medio Oriente al Cuore Immacolato di Maria. Il 5 luglio 2013, Benedetto XVI ha consacrato lo Stato della Città del Vaticano a san Giuseppe e a san Michele Arcangelo.

### Chiesa ortodossa
Nella Chiesa Ortodossa la parola "consacrazione" può essere sia il Sacramento dell'Ordinazione di un vescovo, detto in greco  Cheirotonea perché prevede l'imposizione delle mani; sia il rito solenne di consacrazione di una nuova chiesa. Il Crisma (olio santo) è utilizzato nella Crismation (sacramento in parte equiparabile a quello cattolico della Cresima), che può essere conferito anche dal sacerdote, mentre è riservata al vescovo ortodosso la consacrazione del crisma.
Il crisma è utilizzato per consacrare l'Antimension, arredo posto sul Sacro Altare, nel quale si celebra la funzione religiosa. Molto più raramente si parla di consacrazione per indicare la trasformazione del pane e vino nel Corpo e Sangue di Gesù Cristo.

### Protestantesimo
Nel protestantesimo il termine viene utilizzato per indicare la profonda dedizione del credente a Dio, inoltre, in alcune chiese di tradizione Riformata (ad esempio nella chiesa evangelica valdese) è utilizzato per indicare l'istituzione dei ministri di culto.
Indica anche la consacrazione di chiese, cappelle e altari con lo scopo della funzione religiosa, mentre i fonti battesimali sono consacrati allo scopo di contenere l'Eucaristia, il pane e vino consacrati o non ancora.
Una persona può essere consacrata all'interno di una gerarchia ecclesiastica, oppure come laico in un atto di devozione personale. In particolare, l'ordinazione di un vescovo è in genere detta anche consacrazione. Nelle Chiese che seguono la tradizione della successione apostolica (la Genealogia episcopale), il vescovo che a sua volta consacra il nuovo vescovo, a volte suo diretto successore, è detto consacratore, seconda una linea storica iniziata dagli apostoli senza interruzione o soluzione di continuità alcuna. Quanti pronunciano i voti della vita religiosa, sono detti persone consacrate.
Il libro metodista Book of Worship for Church and Home (1965) contiene una liturgia per l'"Ordine per la Consacrazione di un Vescovo", "Ufficio per la Consacrazione di una Diaconessa", un "Ufficio per la Consacrazione di un Direttore dell'Educazione Cristiana e di un Direttore di Musica", così come un "Ufficio per l'Apertura  o Consacrazione di una chiesa", fra gli altri. ..
In alcuni gruppi religiosi esiste anche un ufficio opposto, di sconsacrazione, presente anche nella Chiesa cattolica, ad esempio se il bene di proprietà è venduto o demolito.
Nella Chiesa del Regno Unito, che è la Chiesa di riferimento della Comunione anglicana, l'ordine (amministrativo) di chiudere una chiesa, può rimuovere tutti gli effetti legali della sua consacrazione.

### Mormonismo
Il cristianesimo mormone è ricchissimo di frequenti riferimenti alla dottrina di consacrazione, in primo luogo il titolo di Cristo ("l'unto", dal greco antico), che sta ad indicare il suo ruolo ufficiale, autorizzato e unico come il Salvatore dell'umanità dal peccato e dalla morte; secondariamente la consacrazione indica ogni singola opportunità e la responsabilità ultima di accettare la volontà e progetto di Gesù  per la loro vita, quello di consacrarsi in vari modi al fine comune di vivere per Lui con tutto il cuore.
Esempi di questo tipo nel Libro dei Mormoni includono la "santificazione sopraggiunge in conseguenza del loro impegno coerente a cedere i loro cuori a Dio" (Heleman 3:35) e "Vieni a Cristo, che è il Santo di Israele, e partecipare alla sua salvezza, e il potere della sua redenzione. . . e offrite la vostra intera anima come l'ha offerta a lui, e continuate nel digiuno e nella preghiera, e perseverate fino alla fine; e come il Signore vive, anche voi sarete salvati." (Omni 1:26).

## Induismo
In molti templi Induisti nel sud dell'India e sparsi in tutto il mondo, si ripete ogni 12 anni la cerimonia di consacrazione del Tempio, in indiano detta Kumbhabhishekham. Ha luogo per purificare il luogo sacro dopo un importante intervento edilizio, o semplicemente per "rinnovare" la purezza del Tempio (soggetta a "decadimento" nel corso del tempo). Gli Induisti celebrano il giorno della consacrazione come la testimonianza certa di un karma a breve favorevole per tutti loro.

## Giainismo
Panch Kalyanaka Pratishtha è una tradizionale cerimonia giainista, che consacra una o più icone di Tirthamkara, con la celebrazione di un rito detto Panch Kalyanaka ('cinque eventi di buon auspicio'). La cerimonia ha luogo in genere per l'erezione di un nuovo tempio giainista, oppure quando nuove immagini sacre sono portate all'interno del tempio. La cerimonia è supervisionata da una autorità religiosa, come un Ācārya o un Bhattaraka, o un apprendista da loro incaricato.